# Guldstaden IB
Guldstaden IB  var en innebandyklubb i Skellefteå i Sverige. Herrlaget spelade nio säsonger Sveriges högsta division, med start säsongen 1989/1990. Säsongen 1991/1992 gick man till kvartsfinal i slutspelet om svenska mästerskapet, och förlorade mot IBK Lockerud, och följande säsong skedde samma sak mot Balrog IK.